# Pakadiya Chikani
Pakadiya Chikani (en népalais : पकडिया चिकनी) est un comité de développement villageois du Népal situé dans le district de Bara. Au recensement de 2011, il comptait 5 013 habitants.
Pakadiya Chikani est un village (ward) appartenant à la municipalité de Pachrauta dans le district de Bara de la zone de Narayani de la province 2. Au sud, il y a Beldari (Ward No. 4) tandis qu'au nord Benauli (Ward No. 7) de la même municipalité de Pachrauta et à l'est Piparpati Bazar et Bisunpur (Ward No. 6) tandis qu'à l'ouest la rivière Tiwar est à la frontière de l'Inde. Pakadiya Chikani est assez bien pourvu en ressources naturelles, notamment en flore et faune diverses, en rivières d'eau douce, en forêts communautaires, en jardins communautaires et en plaines fertiles pour l'agriculture. Il bénéficie également d'un accès important aux ressources artificielles telles que le barrage (nahar), l'approvisionnement en eau pour l'irrigation et l'électricité 24 heures sur 24, 7 jours sur 7, sur toutes les terres agricoles pour l'irrigation de ces terres. 